# روزالين فيربانك
روزالين فيربانك (بالإنجليزية: Rosalyn Fairbank)‏ مواليد 2 نوفمبر 1960 في ديربان، هي لاعبة كرة مضرب جنوب أفريقية تلعب باليد اليمنى. هي إحدى بطلات الجراند سلام. أعلى تصنيف لها في الفردي كان المركز الـ 15 في سنة 1990.

## النهائيات

### الزوجي: 3 (الألقاب 2, الوصافة 1)
| النتيجة | السنة | الدورة                   | الشريك        | المنافس في النهائي             | النتيجة       |
| الفوز   | 1981  | دورة رولان غاروس الدولية | تانيا هارفورد | كاندي رينولدز بولا سميث        | 6–1, 6–3      |
| الفوز   | 1983  | فرنسا المفتوحة (2)       | كاندي رينولدز | كاثي جوردان آن سميث            | 5–7, 7–5, 6–2 |
| الوصافة | 1983  | أمريكا المفتوحة 1983     | كاندي رينولدز | مارتينا نافراتيلوفا بام شرايفر | 6–7, 6–1, 6–3 |

### الزوجي المختلط: 1 (الألقاب 0, الوصافة 1)
| النتيجة | السنة | الدورة                   | الشريك         | المنافس في النهائي    | النتيجة       |
| الوصافة | 1986  | دورة رولان غاروس الدولية | مارك إدموندسون | كين فلاتش كاثي جوردان | 3–6, 7–6, 6–3 |

## روابط خارجية
- روزالين فيربانك على موقع رابطة محترفات التنس (الإنجليزية)
- روزالين فيربانك على موقع الاتحاد الدولي لكرة المضرب (الإنجليزية)
- روزالين فيربانك على موقع كأس بيلي جين كينغ (الإنجليزية)
- روزالين فيربانك على موقع خلاصة التنس.كوم (الإنجليزية)